# Tossal Gros (Almatret)
El Tossal Gros és una muntanya de 326 metres que es troba al municipi d'Almatret, a la comarca catalana del Segrià.
Aquest cim està inclòs al llistat dels 100 cims de la FEEC